# Перовська Софія Львівна
Софі́я Льві́вна Перо́вська  (1 (13) вересня 1853, Санкт-Петербург — 3 (15) квітня 1881) — терористка-народниця, одна з відомих діячок «Народної Волі». Повішена 3 квітня 1881 разом з іншими організаторами вбивства російського імператора Олександра ІІ.

## Ранні роки
Народилась у Петербурзі. Батько Лев Миколайович Перовський — нащадок графа Олексія Кириловича Розумовського. Був в 1865—67 військовим губернатором Петербурга.
У 1869-70 Перовська, навчаючись на Алчинських жіночих курсах у Петербурзі, познайомилась з радикально настроєною молоддю, що привело наприкінці 1870 до розриву з родиною: у 18-річному віці Софія пішла з сім'ї.

## Політична діяльність
- 1871-72 була серед організаторів гуртка «чайковців».
- 1872—73 брала участь у «ходінні в народ», вела пропаганду серед робітників, утримувала конспіративні квартири.
- у січні 1874 була заарештована і на шість місяців ув'язнена в Петропавлівській фортеці.
- 1877-78 проходила по «процесу 193-х», але була виправдана.
- Влітку 1878 Перовську знову заарештували і в адміністративному порядку вислали у Повенець Олонецької губернії. По дорозі на заслання Перовська втекла і перейшла на нелегальне становище.

З 1878 П. — член «Землі і Волі», а після розколу (1879) — член виконавчого комітету «Народної Волі». Брала активну участь в терористичних акціях народовольців, готувала замах на Олександра II під Москвою (листопад 1879), у Одесі (весна 1880) та в Петербурзі (1 березня 1881). У 1880 разом з А. Желябовим заснувала «Робітничу газету».

## Вбивство імператора

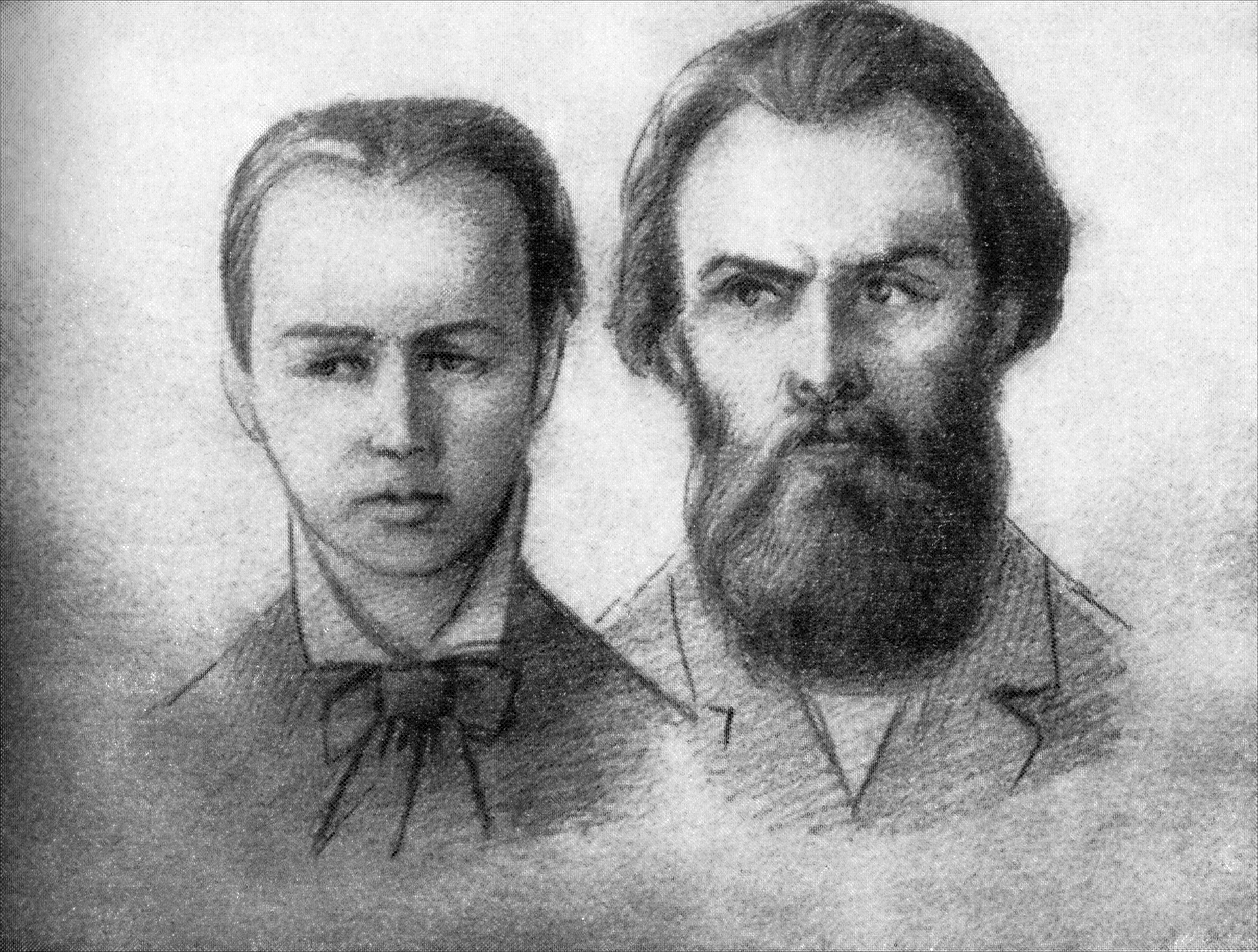
Перовська і Желябов на суді

Після арешту А. Желябова очолила всю організаційну роботу по підготовці і здійсненню замаху 1 березня 1881 на імператора Олександра ІІ. Заарештована 10(22) березня 1881. За вироком особливої наради сенату була повішена 3 квітня 1881 разом з іншими організаторами вбивства царя — А. Желябовим, Т. Михайловим, М.Кибальчичем, М. Рисаковим.